# Pfalz D.XII
Pfalz D.XII byl německý jednomístný stíhací dvouplošník používaný během první světové války jednotkami Luftstreitkräfte. Jeho konstruktérem byl Rudolph Gehringer a vyráběl se u firmy Pfalz Flugzeugwerke. Obdobným letounem vycházejícím z D.XII byl výkonnější Pfalz D.XIV, který však do bojů Velké války nezasáhl.

## Vývoj
Na počátku roku 1918 dodal Idflieg německým leteckým výrobcům detailní zprávu o vlastnostech nepřátelských SPADů S.VII, kde upozornil především na pevnou konstrukci křídel. Firma Pfalz na základě toho přišla s několika modifikovanými stroji odvozenými z předchozího typu Pfalz D.III, které měly konstrukci křídel údajně převzatou od SPADů, nicméně ve skutečnosti měly jen stejný počet mezikřídelních vzpěr čímž podobnost končí. Z těchto prototypů nakonec vznikly stroje s označením D.XII a na rozdíl od D.III byly poháněny silnějším motorem Mercedes D.IIIaü o výkonu 180 k (134 kW). Při stavbě trupu nové stíhačky, stejně jako u jejího předchůdce, byla použita skořepinová konstrukce zvaná Wickelrumpf z plátů tenké překližky. Chladič na rozdíl od D.III nebyl tentokrát umístěn na horním křídle, ale po vzoru automobilových konstrukcí vpředu před motorem. První prototyp byl zalétán v březnu 1918 a vlastnosti letounu byly natolik dobré, že krátce nato Idflieg objednal prvních 50 strojů ještě před oficiálními testy.
Několik prototypů bylo poté na přelomu května a června dopraveno k tehdy předepsaným zkouškám na letiště u Adlershof, kde se nový typ stíhačky podrobil srovnání s Fokkery D.VII. Vlastnosti letounu byly vyhovující, i když pouze Ernst Udet vyzdvihl jeho kvality nad vynikajícího Fokkera, nicméně jeho názor měl takovou váhu, že továrna Pfalz obdržela další objednávku. Oficiální test typu D.XII proběhl 19. června 1918.
Problémy s chladičem, který na rozdíl od tehdy běžných voštinových konstrukcí používal vertikálně uložené trubky, ještě zapříčinily krátké zdržení první dodávky. Prvních 200 kusů mělo poněkud hranatější svislé ocasní plochy, všechny další již větší, pro letouny Pfalz typicky zakulacené.

## Služba
Stroji D.XII byly od července roku 1918 vybaveny nejprve letky v Bavorsku. Mnoho jednotek používalo novou stíhačku ve smíšených letkách spolu s jinými typy letadel, ale některé jednotky v méně exponovaných oblastech používaly výhradně Pfalzy D.XII. Přestože byl tento typ považován za celkově vyspělejší než stárnoucí Albatrosy D.V nebo Pfalzy D.III, nezískal si nikdy takovou oblibu jako obratnější Fokkery D.VII. Poručík Rudolf Stark, velitel Jasty 35, ve své knize Křídla války píše:
| „ | Každý sedal do nového stroje s přehnaným očekáváním po kterém však následovala kritika. Nikdo nechtěl s Pfalzem létat dobrovolně a ti kteří je dostali přiděleny, usedali do kokpitů velmi neochotně. Pozdější zkušenosti daly pilotům za pravdu. Letoun sice dobře stoupal v čemž byl srovnatelný s Fokkerem D.VII a ve střemhlavém letu byl dokonce o něco rychlejší, jeho obratnost v bojových manévrech však byla pomalejší a nesrovnatelná. Pfalz byl líný tažný kůň přetahující se s uzdou, který potřeboval pevnou ohlávku. | “ |

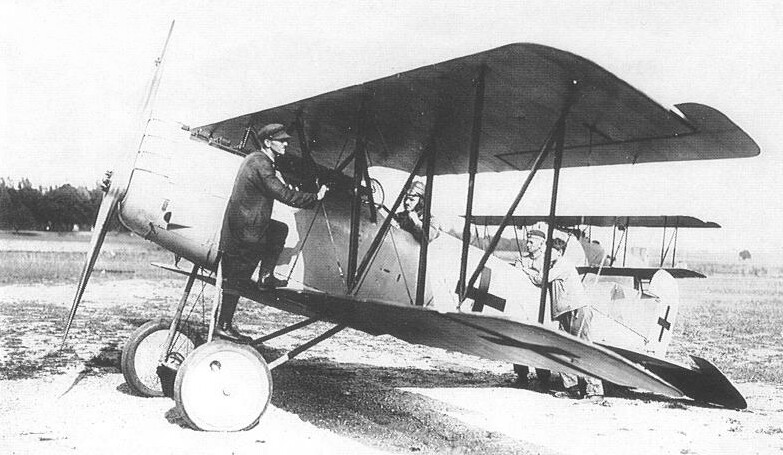
Zkušební pilot Otto August v jednom z prvních Pfalzů D.XII

Díky svým pevným křídlům s tenkým profilem si D.XII po svém předchůdci D.III uchoval schopnost vyvinout vysokou rychlost ve střemhlavém letu. Podobně jako mnoho jiných stíhacích letounů tehdejší doby byl však náchylný k přetažení a pádu do vývrtky. Nadto tehdejší piloti neustále kritizovali jeho dlouhou vzletovou dráhu a jeho neobratnost ve vzduchu. Přistání bývalo rovněž obtížné, protože D.XII měl tendenci plavat nad zemí a podvozek nebyl příliš pevný. Pozemní personál zase neměl příliš v oblibě jeho lanové výztuhy křídel.

## Po válce
Vyrobilo se přibližně 750 až 800 kusů letadel, velká část z nich, asi 175 kusů, byla na konci války zabavena vítěznými Spojenci. Některé z nich se dostaly do USA a Kanady k prozkoumání, dva přebytečné stroje byly prodány společnosti Crawford Aeroplane & Supply Co. do Venice v Kalifornii. Tyto letouny, které také účinkovaly ve filmech Pekelní andělé (Hell's Angels) a Ranní hlídka (The Dawn Patrol, první film z r. 1930) jsou nyní vystaveny v expozicích National Air and Space Museum a Seattle Museum of Flight. Další dochované exempláře lze najít v Musée de l'Air et de l'Espace v Paříži nebo v Australian War Memorial v australském městě Canberra.

## Pfalz D.XIV

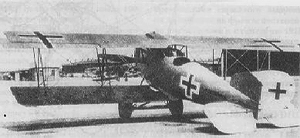
Pfalz D.XIV

Firma Pfalz Flugzeugwerke také ještě během války vyrobila další typ D.XIV vycházející z D.XII. Byl poháněn podstatně silnějším motorem Benz Bz.IVü o výkonu 200 k (149 kW). Ke zvládnutí takového výkonu a současně vyšší hmotnosti měl nejnovější Pfalz větší rozpětí křídel a větší plochu svislých ocasních ploch. Několik prototypů bylo testováno při druhé soutěži o standardní stíhací letoun pro jednotky Luftstreitkräfte na letišti u Adlershof, avšak žádná objednávka se neuskutečnila. D.XIV nenabízel žádný podstatný pokrok v letových vlastnostech proti D.XII a motory Benz Bz.IV byly tehdy více potřebné pro průzkumné letouny.

## Specifikace (D.XII)

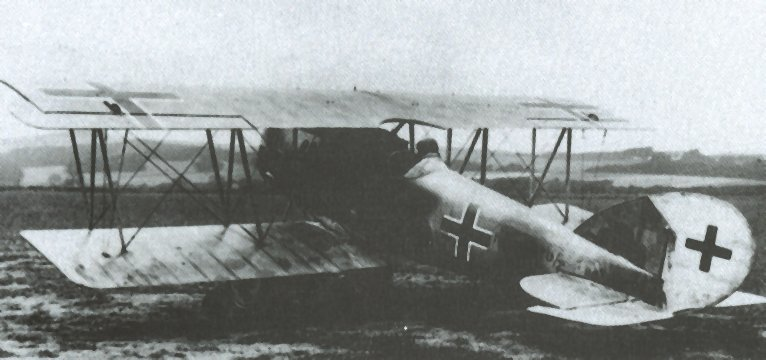
Zabavený D.XII (č. 1970/18) v Kanadě krátce po válce

### Technické údaje
- Osádka: 1 pilot
- Rozpětí: 9 m
- Délka: 6,35 m
- Výška: 2,7 m
- Nosná plocha: 21,7 m²
- Vzletová hmotnost : 902 kg
- Pohonná jednotka: 1× řadový motor Mercedes D.IIIaü
- Výkon pohonné jednotky: 180 k (134 kW)

### Výkony
- Maximální rychlost: 170 km/h
- Dostup: 5640 m

### Výzbroj
- 2× synchronizovaný kulomet LMG 08/15 (Spandau) ráže 7,92 mm

## Uživatelé
- Německo